# Phyllonorycter argentifrontella
Phyllonorycter argentifrontella là một loài bướm đêm thuộc họ Gracillariidae. Nó được tìm thấy ở quần đảo Virgin (Saint Thomas).